# El debutant
El debutant (títol original: Le Débutant) és una pel·lícula francesa dirigida per Daniel Janneau estrenada l'any 1986. Ha estat doblada al català.

## Argument
François Veber, jove obrer electricista de la Turena, només té una passió, el teatre. Jocelyne, la seva companya, és professora d'educació física i aficionada pel basket. Com no comparteixen molt en comú, François no té escrúpols en abandonar-la per canviar de vida quan el grup de Marguerite Balicourt li ofereix un lloc de regidor. Desembarca aviat a París i s'inscriu a l'Escola nacional de teatre, en la classe de Lucien Berger. Coneix Valérie, una jove assalariada de la Comédie nacional, de la qual de seguida s'enamora.

## Repartiment
- Francis Perrin: François Veber
- Dominique Lavanant: Marguerite Balicourt
- Jean-Claude Brialy: Willy
- Julien Guiomar: Lucien Berger
- Christiane Jean: Valérie
- Philippe Lelièvre: Chassignole
- Maurice Baquet: Maurice
- Christian Charmetant: Jean-Marc
- Xavier Saint-Macary: Philippe Rivière
- Valérie Rojan: Odile
- Patricia Elig: Bernadette
- Charlotte Walior: Sophie
- François Perrot: Jean Rex
- Roger Dumas: Marceau
- Philippe Brizard: Moretti
- Henri-Jacques Huet: Frédéric Mouillard
- Bertrand Lacy: Hector
- Cécile Magnet: Jocelyne
- Pierre Maguelon: Gachassin
- Yves Robert
- Véronique Bogard
- Gérard Chapuis
- Jean-Pierre Clami
- Monique Darpy
- Annie Degroote
- Philippe Dehesdin
- Christian De Smet
- Colette de Varga
- Salvino Di Pietra
- Odile Héritier